# Menhir von Reun
Der Menhir von Reun, auch Menhir von Skivedan oder Squividan genannt, der sich südlich von Ménez Quént Squividan befindet, ist ein Menhir in Treffiagat in der Cornouaille im Département Finistère in der Bretagne in Frankreich.
Bei einer Basisbreite von zweieinhalb Metern hat er eine Höhe von etwa sechs Metern.
In unmittelbarer Nähe befinden sich die Schalensteine Rochers Gravés du Reun und etwas weiter der Menhir von Léhan.

Fundplatz Reun
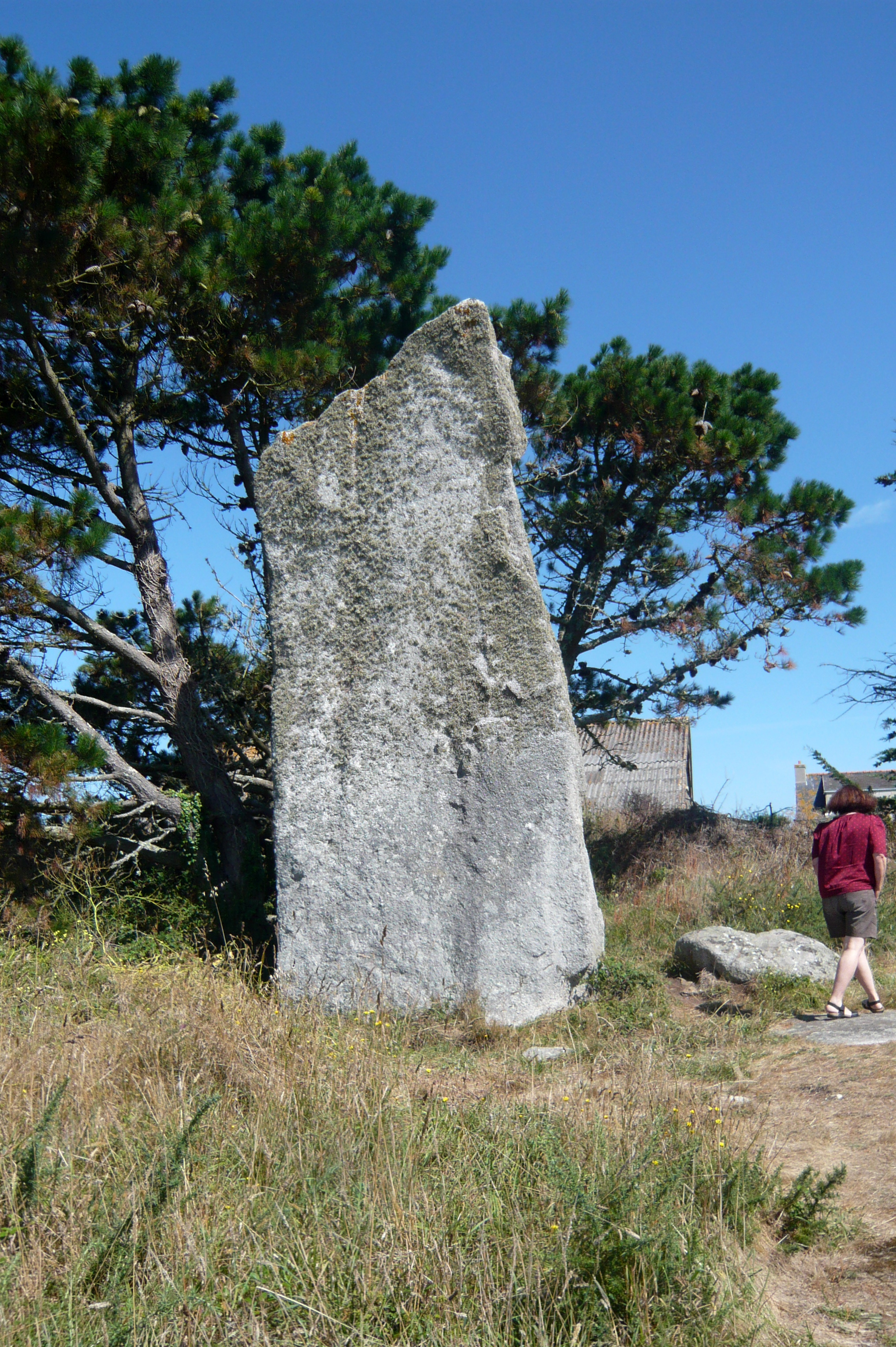
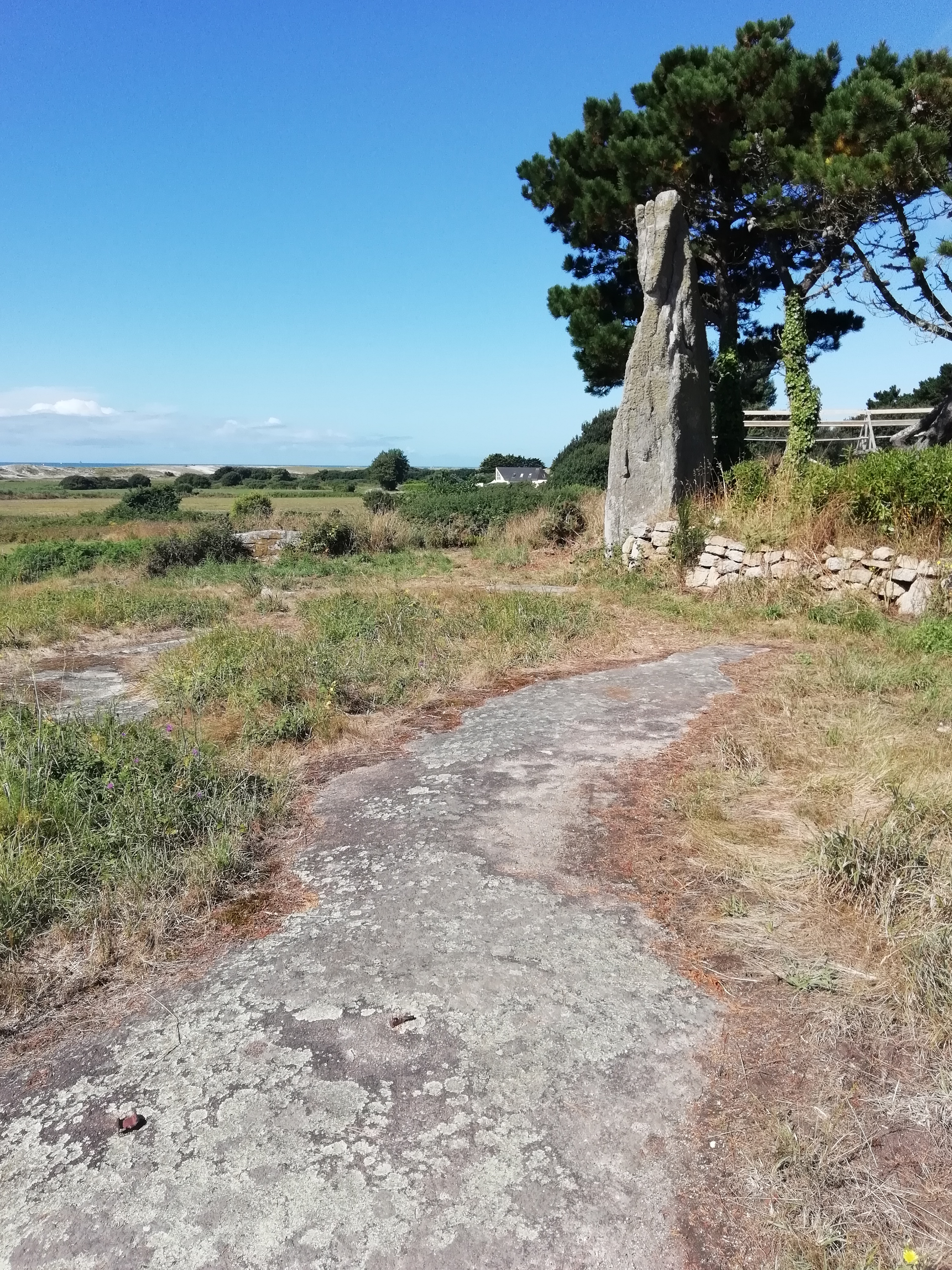
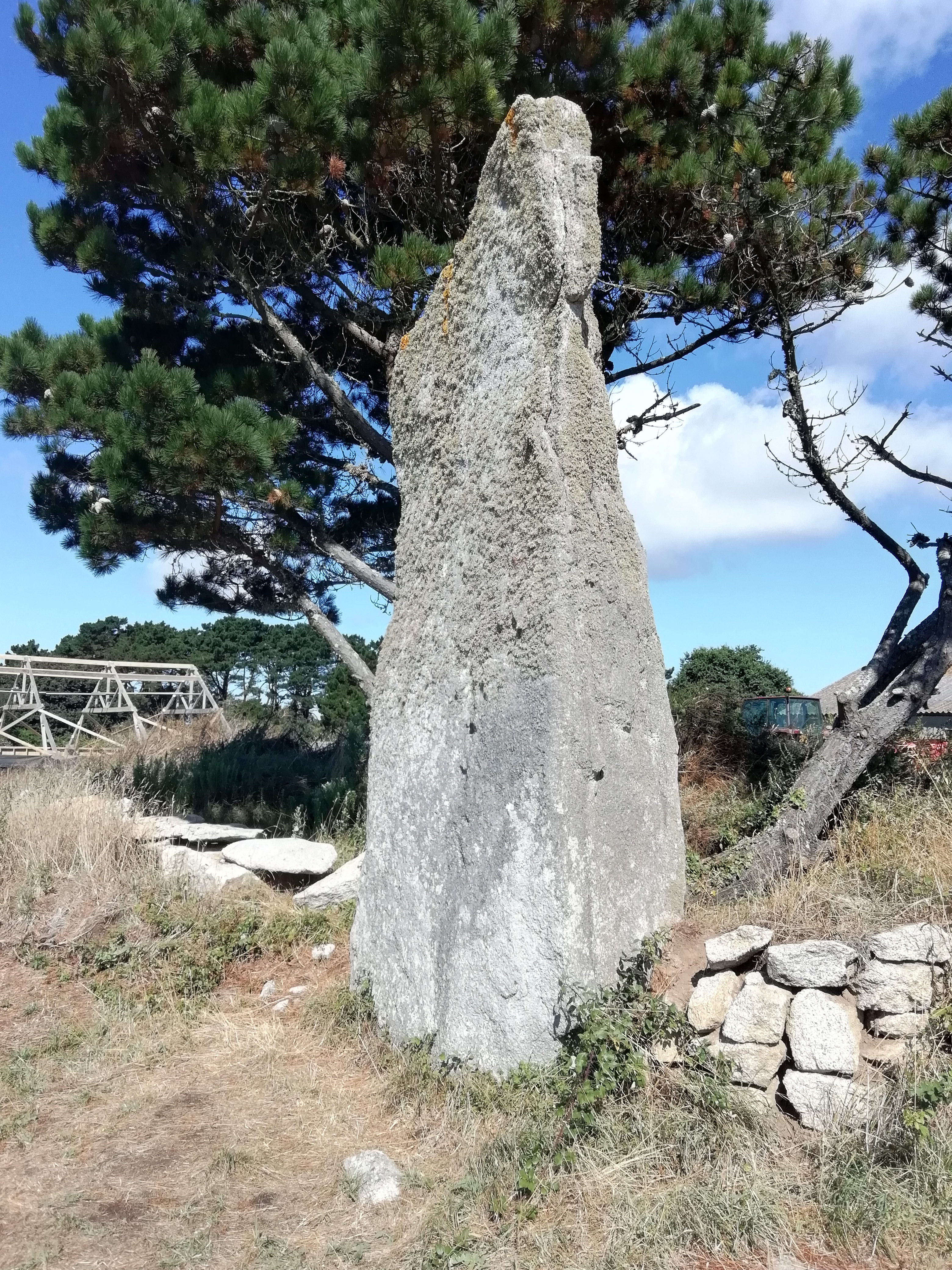
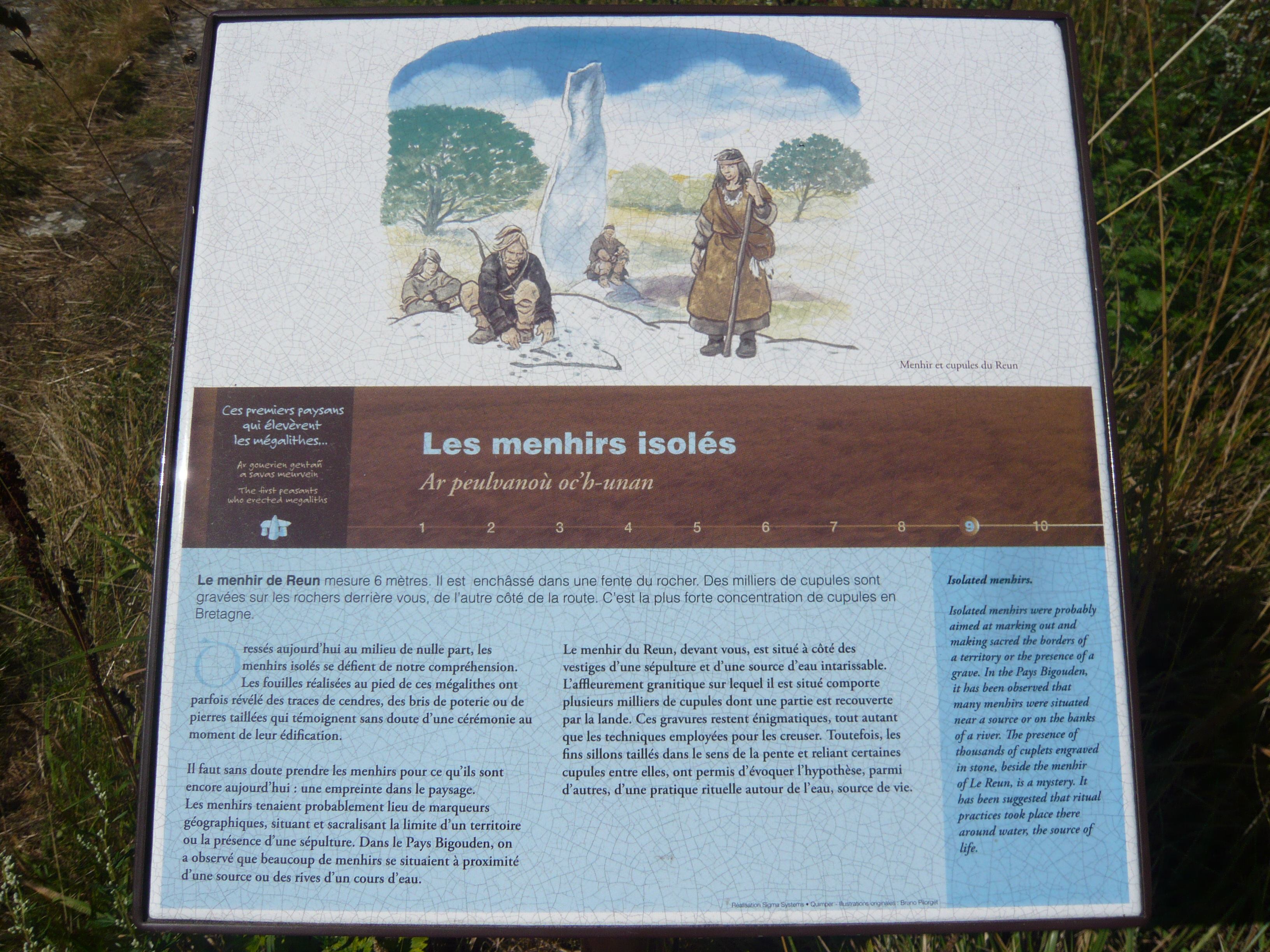
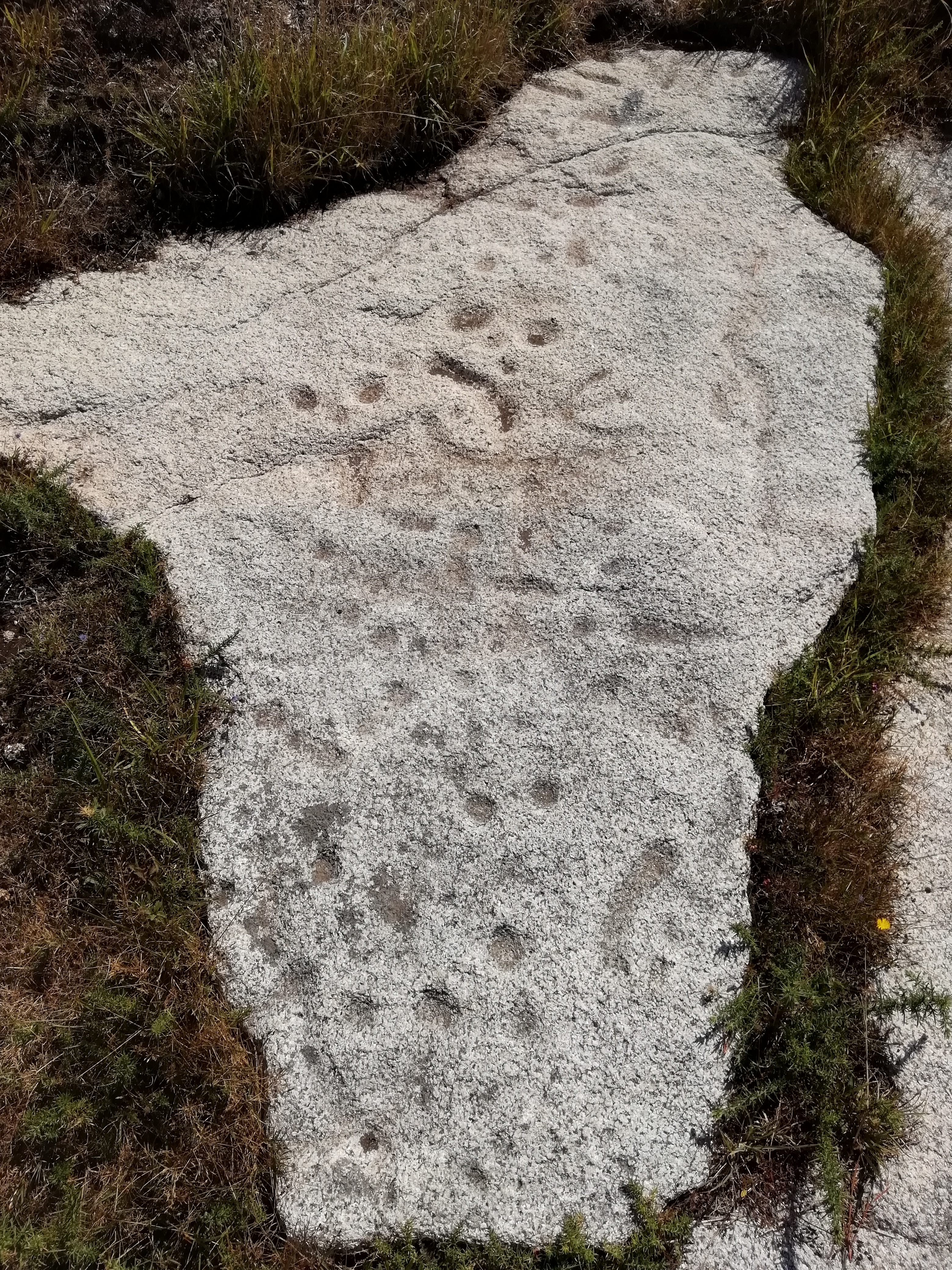
Schalenstein Rochers Gravés du Reun